# 리하르트 폰 시라흐
리하르트 폰 시라흐(독일어: Richard von Schirach, 1942년 2월 11일~2023년 7월 11일)는 독일의 중국학자이자 작가이다.
1974년에 중문학 박사 학위를 받았다. 1973년에 그는 중국 황제 푸이의 자서전의 독일어 버전을 출판했다. 리하르트 폰 시라흐는 소르비아 시라흐 가문의 귀족이다. 그는 나치 전범 발두어 폰 시라흐의 아들이며, 히틀러의 공식 사진작가 하인리히 호프만의 외손자이다. 그는 그의 아버지에 관한 책을 출판했다. 그는 철학자 아리아드네 폰 시라흐와 작가 베네딕트 벨스의 아버지이다.
대만에서 수년간 거주하고 일한 후 독일로 돌아온 폰 시라흐는 코헬에 정착했다. 2023년 7월 11일 가르미슈파르텐키르헨 인근 병원에서 81세의 나이로 사망했다.

## 도서
- Pu Yi: Ich war Kaiser von China: Vom Himmelssohn zum neuen Menschen. Hanser, Munich 1973.
- Hsü Chih-mo und die Hsin-yüeh-Gesellschaft: Ein Beitrag zur Neuen Literatur Chinas. Dissertation, LMU, 1974.
- Der Schatten meines Vaters ("My Father's Shadow"). Hanser, Munich, Vienna 2005, ISBN 3-446-20669-8
- Die Nacht der Physiker: Heisenberg, Hahn, Weizsäcker und die deutsche Bombe.[3]

## 참고 문헌
- Norbert Lebert, Stephan Lebert: Denn Du trägst meinen Namen. Das schwere Erbe der prominenten Nazi-Kinder. Blessing, München 2000, ISBN 3-89667-105-7.

### 참고 문헌
- Norbert Lebert, Stephan Lebert: Denn Du trägst meinen Namen. Das schwere Erbe der prominenten Nazi-Kinder. Blessing, München 2000, ISBN 3-89667-105-7.